# Limbang Jaya II
Limbang Jaya II is een bestuurslaag in het regentschap Ogan Ilir van de provincie Zuid-Sumatra, Indonesië. Limbang Jaya II telt 1829 inwoners (volkstelling 2010).